# ۷۰۵ (خورشیدی)
۷۰۵ هفتصد و پنجمین سال هجری خورشیدی است.